# Dicraeus valvaceus
Dicraeus valvaceus är en tvåvingeart som beskrevs av Nartshuk 1979. Dicraeus valvaceus ingår i släktet Dicraeus och familjen fritflugor. Inga underarter finns listade i Catalogue of Life.